# Gyldén (månekrater)
Gyldén er resterne af et nedslagskrater på Månen. Det befinder sig på Månens forside langs nulmeridianen i det selenografiske koordinatsystem og mindre end 150 km syd for Månens ækvator. Det er opkaldt efter den svenske astronom Hugo Gyldén (1841-1896).
Navnet blev officielt tildelt af den Internationale Astronomiske Union (IAU) i 1935. 

## Omgivelser
Gyldénkrateret ligger nordøst for Ptolemaeuskrateret on the Moon. Andre nærliggende kratere er Herschelkrateret mod vest, det oversvømmede Réaumurkrater mod nord og Hipparchuskrateret mod øst.

## Karakteristika
Gyldén har en hjerteformet rand, som er i dårlig forfatning efter at være eroderet af nedslag i en grad, så resterne af den blot danner en ujævn ring af højdedrag og dale rundt om kraterbunden. Satellitkrateret Réaumur A  er forbundet med den nordlige rand. En bred kløft skærer gennem den vestlige rand og fortsætter i nord-nordvestlig retning forbi Spörerkrateret. Gyldéns kraterbund er uden særlige træk, omend det lille krater Gyldén K er at finde lige sydøst for dens midtpunkt.

## Satellitkratere
De kratere, som kaldes satellitter, er små kratere beliggende i eller nær hovedkrateret. Deres dannelse er sædvanligvis sket uafhængigt af dette, men de får samme navn som hovedkrateret med tilføjelse af et stort bogstav. På kort over Månen er det en konvention at identificere dem ved at placere dette bogstav på den side af satellitkraterets midte, som ligger nærmest hovedkrateret. Gyldénkrateret har følgende satellitkratere:
| Gyldén | Længde | Bredde | Diameter |
| ------ | ------ | ------ | -------- |
| C      | 5,8° S | 1,0° Ø | 6 km     |
| K      | 5,5° S | 0,6° Ø | 5 km     |

## Måneatlas
- Billeder af Gyldenkrateret i LPI-måneatlasset
- USGS-kort